# Škofija Churchill, Kanada
Škofija Churchill je bivša rimskokatoliška škofija s sedežem v Churchillu (Kanada).

## Škofje
- Marc Lacroix (13. julij 1967-29. januar 1968)